# 大连大和旅馆

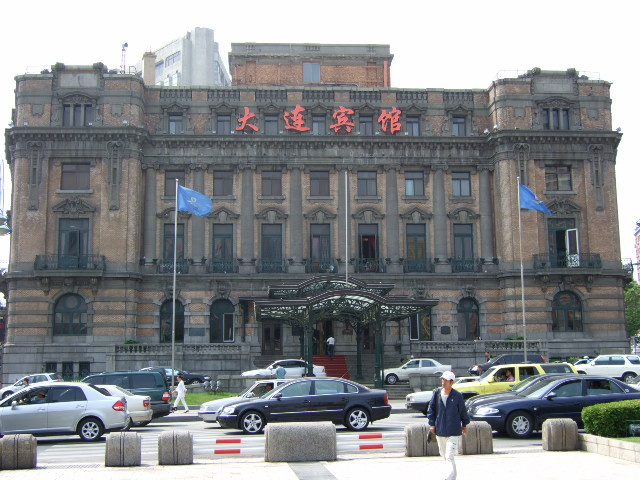
原大连大和旅馆（今大連賓館）

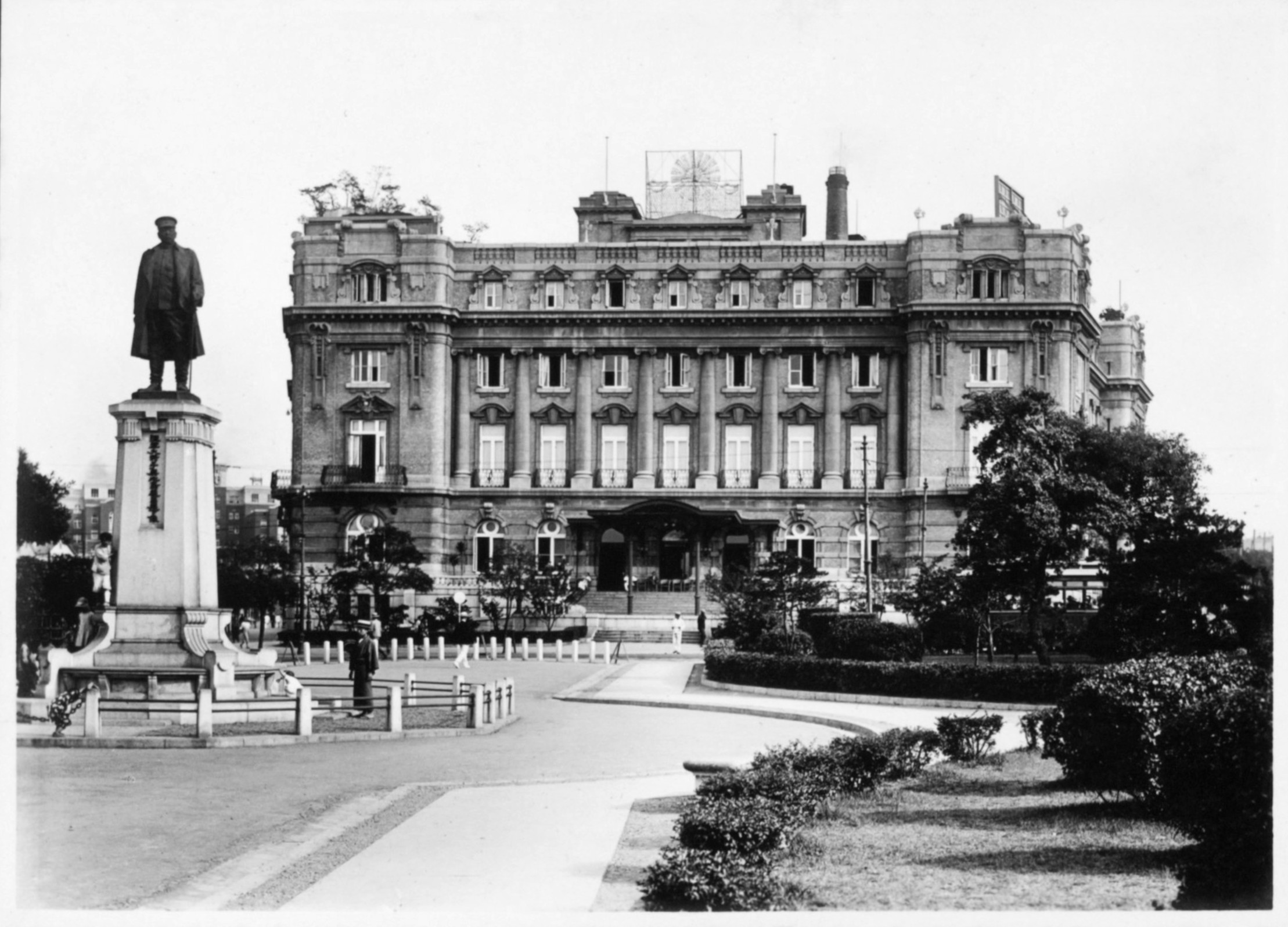
1920年代

大连大和旅馆旧址位于辽宁省大连市中山区中山广场4号，中山广场南侧，介于延安路和解放街之间。已作为大连中山广场近代建筑群的一部分，列为全国重点文物保护单位，并列为大连市首批重点保护建筑。

## 历史
大连大和旅馆是满铁经营的高档连锁宾馆，于1909年开工，1914年竣工。1945年秋曾临时改为苏联红军警备司令部，大连市政府在此成立，后改为“全苏国际旅行社”。1953年又改为“中国国际旅行社大连分社”。1956年再改为“大连宾馆”，直至2017年停业，2023年，业主大连文旅集团和雅高集团签约，修缮后将挂靠费尔蒙品牌重新营业。

## 建筑
大连大和旅馆由满铁技师设计。4层钢筋砖结构。建筑面积2,145m²。文艺复兴建筑风格。正立面为花岗岩材质爱奥尼柱式，馆前曾立有日本将军大岛义昌的雕像。

## 接待名人
宾馆先后接待过众多海内外要人；其中208室保留了历史原貌，溥仪、孙科曾在此房间下榻。

## 保护
2001年6月25日，大连大和旅馆作为大连中山广场近代建筑群的子项目，由中华人民共和国国务院公布为第五批全国重点文物保护单位，编号5-478。